# Joel Valencia
César Joel Valencia Castillo (ur. 16 listopada 1994 w Quinindé) – ekwadorski piłkarz, występujący na pozycji napastnika. 

## Kariera klubowa

### Hiszpania
W 2000 roku rozpoczął treningi w szkółce piłkarskiej Club Puerto Quito. W 2002 roku przeprowadził się do Hiszpanii, gdzie trenował w klubach sportowych z Saragossy: CPT Lekop, Atlético Escalerillas, CD Fleta, Stadium Casablanca oraz UD Amistad. W 2005 roku został wypatrzony przez skautów Realu Saragossa i przeniósł się do akademii tego klubu. W 2011 roku włączono go do kadry rezerw grających w Segunda División B. 28 sierpnia 2011 rozegrał dla Saragossy jedyny mecz w Primera División w przegranym 0:6 spotkaniu z Realem Madryt, kiedy to wszedł na boisko w 83. minucie zmieniając Pablo Barrerę.
W styczniu 2014 odszedł na półroczne wypożyczenie do Atlético Malagueño (Tercera División). Rozegrał tam 14 ligowych spotkań w których zdobył 1 bramkę. Latem 2014 roku definitywnie rozstał się z Realem Saragossa i podpisał dwuletnią umowę z UD Logroñés. Przez kolejne 1,5 roku zaliczył tam 50 występów na poziomie Segunda División B, w których strzelił 1 gola.

### Słowenia i Polska
W styczniu 2016 roku Valencia został zawodnikiem FC Koper. 28 lutego rozegrał pierwszy mecz w 1. SNL, w którym jego klub uległ 0:2 NK Olimpiji Lublana. Ogółem w słoweńskiej ekstraklasie zaliczył 26 spotkań i zdobył 1 bramkę. Latem 2017 roku przeniósł się on do Piasta Gliwice, podpisując roczny kontrakt. 19 sierpnia 2017 zadebiutował w Ekstraklasie w wygranym 2:0 meczu przeciwko Koronie Kielce. 20 października 2017 w spotkaniu z Zagłębiem Lubin (2:2) zdobył pierwszą bramkę w polskiej lidze. W sezonie 2018/19 wywalczył z Piastem mistrzostwo Polski i otrzymał wyróżnienie dla najlepszego piłkarza rozgrywek. 

### Brentford i wypożyczenia
Opuścił Piasta 31 lipca 2019 roku, dzień przed meczem rewanżowym z łotewskim klubem Riga FC, przenosząc się do angielskiego klubu Brentford F.C. Chociaż wystąpił w 23 meczach i strzelił jednego gola, to w sezonie 2019/2020 z trudnością dostosowywał się do tempa angielskiej piłki nożnej. 24. i ostatni występ Valencii w barwach Brentford przypadł na późną zmianę w meczu otwierającym sezon 2020/2021.
Valencia rozegrał większość z pozostałych trzech lat swojego kontraktu na wypożyczeniu, a awans Brentford do Premier League w sezonie 2020/2021 przesunął go jeszcze niżej w hierarchii. Grał w Polsce, Hiszpanii i Holandii odpowiednio dla klubu Ekstraklasy Legia Warszawa, klubu Segunda División AD Alcorcón i klubu Eerste Divisie De Graafschap. Miał liczne problemy z kontuzjami i łącznie wystąpił w 51 meczach dla tych trzech klubów.

### Powrót do Polski
14 lipca 2023 roku Valencia na zasadzie wolnego transferu przeniósł się z Brentford do Polski, by podpisać dwuletni kontrakt z pierwszoligowym Zagłębiem Sosnowiec.

## Kariera reprezentacyjna
W styczniu 2011 roku otrzymał zaproszenie na konsultację szkoleniową reprezentacji Hiszpanii U-17. Miesiąc później wystąpił w dwóch meczach towarzyskich przeciwko Gruzji. W maju 2011 roku zdecydował się przyjąć powołanie do kadry Ekwadoru U-17, przygotowującej się do Mistrzostw Świata U-17 2011. Na turnieju tym wystąpił on w trzech spotkaniach, docierając z Ekwadorem do 1/8 finału.

## Życie prywatne
Urodził się w 1994 roku jako syn 13-letniej Mireyi Valencia, ojciec nieznany. Z powodu poważnej choroby matki od narodzin przebywał pod opieką dziadków – Césara Valencii Quiñóneza i Maríi Castillo Delgado. W 2002 roku z powodów ekonomicznych wyemigrował wraz z babcią do Saragossy w Hiszpanii, dołączając do przebywającego tam od dwóch lat dziadka. Posiada paszport ekwadorski i hiszpański.

## Sukcesy

### Zespołowe
Piast Gliwice
- Mistrzostwo Polski: 2018/19

Legia Warszawa
- Mistrzostwo Polski: 2020/21

### Indywidualne
- piłkarz sezonu w Ekstraklasie: 2018/19